# Eau-Paisible
Eau-Paisible (Stillwater) est une série télévisée d'animation pour enfants en trente épisodes de 23 minutes basée sur le livre pour enfants Zen Shorts de Jon J Muth, et mise en ligne entre le 4 décembre 2020 et le 19 mai 2023 sur Apple TV+.

## Distribution

### Voix originales
- James Sie : Eau-Paisible
- Judah Mackey : Karl
- Eva Binder : Addy
- Tucker Chandler : Michael

### Voix françaises
- Luc-Antoine Diquéro : Eau-Paisible
- Timothée Bardeau : Karl
- Maryne Bertieaux : Addy
- Fanny Bloc : Michael
- Arielle Vaubien : Asha

- Version française
  - Studio de doublage : Dubbing Brothers
  - Direction artistique : Anneliese Fromont (dialogues), Magali Bonfils (chants)
  - Adaptation : Nadine Giraud

 Source et légende : version française (VF) sur RS Doublage

## Épisodes

### Première saison (2020-21)
La première saison est composée de treize épisodes, sortis entre le 4 décembre 2020 et le 3 décembre 2021.
1. Le rêve impossible / Les pieds dans l'eau (The Impossible Dream / Stuck in the Rain)
2. Le cadeau de la patience / Plus grand que nature (Gift of Compassion / Larger Than Life)
3. Détrempés / Le modèle idéal (Soaked / A Perfect Fit)
4. Mon ami le chien / L'éclipse de lune (Downward Dog / The Sleeping Moon)
5. La course / Une coquille à sa taille (The Race / Dressed Up)
6. Les coiffeur / Les ailes de papiers (The Haircut / Paper Wings)
7. Les couleurs de la vie / Un nœud d'embrouilles (Loud Colors / Tied Up in Knots)
8. La traversée / Un petit coup de cafard (Crossing over / Kind of Blue)
9. Faute avouée / Le château de sable (Out on a Limb / Sandcastles)
10. Un cadeau inattendu / La princesse et la grenouille (The Unexpected Gift / Celebration Song)
11. L'échange / Les joies de l'hiver (The Trade / Winter Wonder)
12. La fête des fantômes (Ghost Story)
13. Les lumières du Nord (The Way Home)

### Deuxième saison (2022)
La seconde saison est diffusée depuis le 18 mars 2022.
1. La visiteuse / Que le spectacle commence ! (The Visit / Showtime)
2. Le muséum de Karl / L'assistant embarrassant (Karl's Museum / The Helper)
3. Le groupe / Mauvaise journée (Band Aid / The Good Morning)
4. Un grand projet / Adieu, Général (Building Big / Falling Leaves)
5. Les points oranges / Amis pour toujours (Stitch Marks / Friends Forever)
6. Les inséparables / Le voyage (Hide and seek / The Trip)
7. Une goutte fait l'océan (One Drop Makes an Ocean)

### Troisième saison (2023)
La troisième saison est diffusée depuis le 19 mai 2023.
1. L'attente / Le gâteau de trop (Waiting / Bake Sale)
2. Capitaine Koo / Au-delà des apparences (Captain Koo / Digging Deeper)
3. Une journée de jeux / Excuses et consolation (Tons of Fun / Apologies)
4. Le poème / L'ornithologue en herbe (Sounds Like Poetry / Birdwatching)
5. Les nouveaux voisins / Le cadeau de Koo (New Neighbors / Koo's Gift)
6. Une pensée pour toi / Le jardin partagé (Friendly Wishes / Growing Together)
7. La maison du chat / Campeurs d'un soir (The Catio / Campout)
8. Le club de lecture / La chasse au trésor (Book Club / Treasure Hunt)
9. La balle ratée / Pas de regret (The Catch / Missing Out)
10. Je m'ennuie / Le projet artistique (I'm Bored / Art Fair)

### Quatrième saison (2025)
1. Qui est le meilleur ? / Les feuilles mortes
2. Objet trouvé / Un bon conseil
3. L'heure de l'histoire - La cloche
4. Le trac / Le plâtre
5. Soirée entre copines / Jour de neige

## Sortie
Le 17 septembre 2020, Apple TV+ annoncé Eau-Paisible, ainsi que le reste de sa gamme de programmes pour enfants prévu pour la fin 2020 pour le service.
La première partie de la saison 1 est sortie le 4 décembre 2020 avec six épisodes, les épisodes 7 à 11 de la partie 2 sont sortis le 27 août 2021, l'épisode 12 spécial Halloween est sorti le 1er octobre 2021, et celui spécial Noël le 3 décembre 2021.
Le 9 mars 2022, Apple TV+ annonce que la saison 2 débutera sa diffusion le 18 mars suivant et qu'un épisode spécial Journée de la Terre sortira le 15 avril, cependant aucune date n'a été annoncé pour la seconde partie de la saison.

## Récompenses
| Année | Cérémonie           | Catégorie                                                              | Nommé                        | Résultat    | Réf.   |
| ----- | ------------------- | ---------------------------------------------------------------------- | ---------------------------- | ----------- | ------ |
| 2021  | Annie Awards        | Meilleur programme pour jeunes enfants                                 | Épisode 1                    | Nommé       | [ 8 ]  |
| 2021  | Peabody Awards      | Meilleur programme jeunesse                                            | Eau-Paisible                 | Récompensée | ,      |
| 2021  | Daytime Emmy Awards | Meilleur programme d'animation pour jeunes enfants                     | Eau-Paisible                 | Nommé       | [ 11 ] |
| 2021  | Daytime Emmy Awards | Meilleur scénario pour un programme d'animation pour jeunes enfants    | Eau-Paisible                 | Nommé       | [ 11 ] |
| 2021  | Daytime Emmy Awards | Meilleur réalisation pour un programme d'animation pour jeunes enfants | Eau-Paisible                 | Nommé       | [ 11 ] |
| 2021  | Daytime Emmy Awards | Meilleur montage pour un programme d'animation pour jeunes enfants     | Jill Calhoun et Jack Paulson | Récompensés | [ 11 ] |
| 2022  | Annie Awards        | Meilleur programme pour jeunes enfants                                 | Épisode 8                    | Nommé       | [ 12 ] |